# Bollnäs distrikt
Bollnäs distrikt är ett distrikt i Bollnäs kommun och Gävleborgs län. Distriktet ligger omkring Bollnäs i södra Hälsingland och är landskapets befolkningsmässigt största distrikt. 

## Tidigare administrativ tillhörighet
Distriktet inrättades 2016 och utgörs av det område som Bollnäs stad omfattade före 1971 och vari Bollnäs socken införlivats 1959.
Området motsvarar den omfattning Bollnäs församling hade 1999/2000.

## Tätorter och småorter
I Bollnäs distrikt finns tre tätorter och sju småorter.

### Tätorter
- Bollnäs
- Freluga
- Lottefors

### Småorter
- Bodåker och Norrbo
- Hertsjö
- Hällbo
- Norrborn
- Röste
- Söräng
- Växbo